# Calcuta
Calcuta (oficialment Kolkata) és la capital de l'estat indi de Bengala Occidental, situada a la riba est del riu Hugli. El seu nom oficial és Kolkata (en bengalí, কলকাতা), tot i que fins a l'1 de gener de 2001 era Calcutta. El seu nom original era Kolikata (en bengalí, কলিকাতা), nom que encara s'utilitza en alguns registres literaris cultes. És coneguda com "la ciutat de l'alegria" i "la ciutat dels palaus". També se la coneix com a Michhil Nagari (মিছিল নগরী).
A data de 2011, la població de Calcuta era de 4.486.679 habitants, que suposa ser la quarta ciutat més poblada de l'Índia, després de Bombai, Bangalore i Delhi. Si es té en compte tota l'àrea dels suburbis, aleshores la població sobrepassa els 15 milions d'habitants, que suposa la tercera aglomeració urbana més important de l'Índia, i amb dades del 2005 era la vuitena aglomeració urbana més gran del món. L'economia de Calcuta es basa en el comerç. És considerada la capital cultural de l'Índia.

## Etimologia del topònim
Els noms de Kolkata i Calcuta estan probablement basats en la paraula sànscrita kalikata, que és el nom d'un dels tres pobles que existien a l'àrea abans de l'arribada dels britànics Kalikata és, a la vegada, una versió anglesa de Kali-kshetra ('terra de la deessa Kali'). No obstant això, existeixen altres teories sobre l'origen del nom. S'afirma que la ubicació original del poblat hi és en un khal ('canal', en bengalí).
És possible, també, que el nom derivi de la combinació de kali, que significa llim, i kata, que significa closca marina, donat que exisitíen indústries a la zona basades en aquests dos productes. S'ha proposat, a més, com a origen de la paraula bengalí kilkila ('plana').
El govern de Bengala occidental va canviar oficialment el nom de la ciutat de Calcuta a Kolkata a partir de l'any 2001.

## Història
Apareix esmentada per primer cop en un poema del 1495. Llavors era un petit poble a la riba de riu Hugli. Els portuguesos van començar a freqüentar la zona el 1530, però, aleshores, el principal empori comercial era Satgaon, al riu Saraswati. Els portuguesos van establir una factoria a Betor, prop de Sibpur, a la riba occidental del Hugli. Satgaon va haver de ser abandonada quan el riu es va omplir d'arena al llarg del segle xvi i molts habitants es van establir a la vora del Hugli. A mitjan segle, dues famílies van fundar la ciutat de Gobinpur al lloc on després hi ha haver el segon Fort William. Una mica després, els portuguesos es van traslladar a Hugli i van abandonar Betor i el comerç de Betor es va traslladar a Sutanuti al nord de la moderna Calcuta.
John Charnock, de la Companyia Anglesa de les Índies Orientals, va arribar a Sutanuti el 1686, després d'un enfrontament amb els mogols a Hugli, i va fer certes exigències al nawab, que foren rebutjades. El nawab va ordenar expulsar-ne als anglesos, però Charnock va destruir fortaleses i fàbriques. Fou substituït poc després pel capità Heath que venia d'Anglaterra amb ordres d'ocupar Chittagong. Ho va intentar, però va fracassar i el 24 d'agost de 1690, els anglesos van retornar a Sutanuti a les ordres de Charnock, ara convidats pel nawab, i van iniciar la fundació de la moderna Calcuta.
Havia estat seleccionada com quarter general del comerç anglès a Bengala. El 1696, la rebel·lió de Subha Singh al zamindari de Burdwan es va fer molt àmplia, i els anglesos van demanar al nawab permís per fortificar la factoria, que els fou concedit. Es va iniciar un fort que s'acabaria anys després. El 1698, tres pobles, Calcutta, Sutanuti i Gobindpur foren comprats al governador d'Hugli. El fort es va acabar el 1702 i el 1707, la Companyia va declarar Fort William com a capçalera de la presidència de Fort William a Bengala, separada de l'autoritat de Madras o Bombai i responent només davant la direcció de la companyia a Londres. El nou establiment fou contínuament amenaçat pels governadors de Bengala i el 1717 el consell va enviar una ambaixada a Delhi que intentava aconseguir el reconeixement de la possessió i el dret de comprar més territoris al Hugli; l'emperador ho va concedir, amb l'oposició del nawab.
El 1742, es van produir atacs marathes a Bengala. Els atacs marathes van portar a molta gent a la ciutat i la població el 1752 es calculava en 400.000 persones encara que segurament era inferior, ja que les cases només eren 15.000.
El 1756, Siraj al-Dawla, nawab de Bengala, va conquerir la ciutat. Les tropes natives van desertar i els europeus foren assetjats al fort que era de difícil defensa, ja que els canons només tocaven als edificis veïns. El governador i part dels oficials van poder escapar en vaixell i la guarnició sota el comandant Holwell es va rendir. 146 homes foren posats en una petita cambra de 4,5 x 5,5 metres coneguda com el "Forat Negre" (i "Matança del Forat Negre"), i foren deixats allí tota la nit del 20 de juny. Feia calor i les dues finestres no podien aportar prou aire. L'endemà només 23 foren trobats vius.
Robert Clive i l'almirall Watson van recuperar la ciutat al començament del 1757. Després de la batalla de Plassey, Mir Jaffar, nou nawab favorable als britànics, va concedir a aquestos el zamindari de "24 Parganas" i la ciutat de Calcuta i pobles adjacents, i es va pagar una compensació als mercaders i servidors d'aquestos per les pèrdues. Una fàbrica de moneda es va crear a la ciutat. El fort fou reconstruït a Gobinpur (es va acabar el 1773). El 1774, fou establerta com a capital de tota l'Índia sota domini britànic.
La primera administració municipal es va crear el 1727, però era molt reduïda. El 1757, es va intentar ampliar el seu fons econòmic. L'administració municipal regular fou establerta el 1794. Des de 1757 en endavant, la ciutat no va parar de créixer i prosperar. La municipalitat es va estendre als suburbis el 1810, i el 1840, es va administrar en 4 divisions. El 1863, l'administració municipal fou reorganitzada i els límits municipals es van estendre el 1888, cosa que després s'ha anat repetint. El govern municipal també ha sofert diverses reformes, entre les quals la del 1900. El 1901, la població era de 847.796 habitants.

### El Raj Britànic

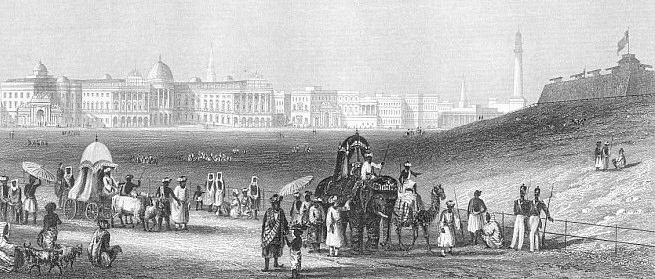
Calcuta l'any 1850

El 1772, la ciutat va ser nomenada capital de l'Índia britànica (l'anomenat Raj britànic), rang que conservaria fins a 1911. Fou a partir d'aquest moment, quan es van emprendre obres de sanejament per a la ciutat, consistents en la dessecació de les zones de maresmes que envoltaven a la ciutat, i es va construir, als costats del riu Hugli, una zona residencial i d'oficines governamentals. Richard Wellesley, governador entre 1797 i 1805, va donar un destacat impuls a les obres a la ciutat.
Cap a principis del segle xix, té lloc la divisió interna de la ciutat a dos sectors diferenciats: un sector europeu i un altre reservat per a la població índia, zona coneguda com a ciutat negra.
A partir dels anys 1850, té lloc un procés d'industrialització a la ciutat, especialment relativa al sector tèxtil i a la indústria del jute. Això, al seu torn, fa que el Govern britànic faci inversions en el sector de comunicacions, especialment en el ferrocarril i el telègraf. Com a resultat de la bonança econòmica i del contacte entre la societat britànica i l'índia, fa la seva aparició a la ciutat una nova classe social, la dels babu, grup d'oficinistes i buròcrates d'estirp freqüentment angloíndia i relacionats en la majoria dels casos amb les castes superiors de l'Índia.
Des de finals del segle xix, té lloc a l'Índia un procés gradual de presa de consciència nacionalista, que acaba per cristal·litzar en les ànsies d'independència del que ja és una colònia britànica, assumint Calcuta en aquest procés un lloc destacat. Així, ja el 1883, Surendranath Banerjea hi va organitzar una Conferència Nacional, que era la primera de les seves característiques a l'Índia.
El 1905, George Curzon, primer marquès Curzon de Kedleston, que se sol conèixer com a Lord Curzon, i que aleshores era Governador General de l'Índia, va decidir partir la regió de Bengala en dos districtes diferents, la qual cosa va actuar com a detonador per a una sèrie de disturbis que es van succeir a la ciutat, que fins i tot va incloure el boicot indi a les mercaderies d'origen britànic.
El clima d'agitació va fer que els britànics prenguessin el 1911 la decisió que Calcuta deixés de ser la capital del Raj britànic i que Nova Delhi fos la nova capital, ja que es considerava que aquesta ciutat ocupava una millor situació estratègica a l'Índia.
Durant la Segona Guerra Mundial, el port de Calcuta va ser bombardejat en dues ocasions pels japonesos. El 1943 es va produir a la ciutat una greu crisi de subsistències, que va degenerar en una gana que va provocar nombroses morts, i que els nacionalistes indis van considerar que es va produir a conseqüència de l'acaparament de subministraments destinats als exèrcits dels Aliats.
El 1946 es van produir forts disturbis a la ciutat, amb motiu de la petició de la creació d'un estat separat per als indis de religió musulmana, que van acabar desembocant en una lluita oberta que va provocar més de 2.000 víctimes.

### Independència de l'Índia

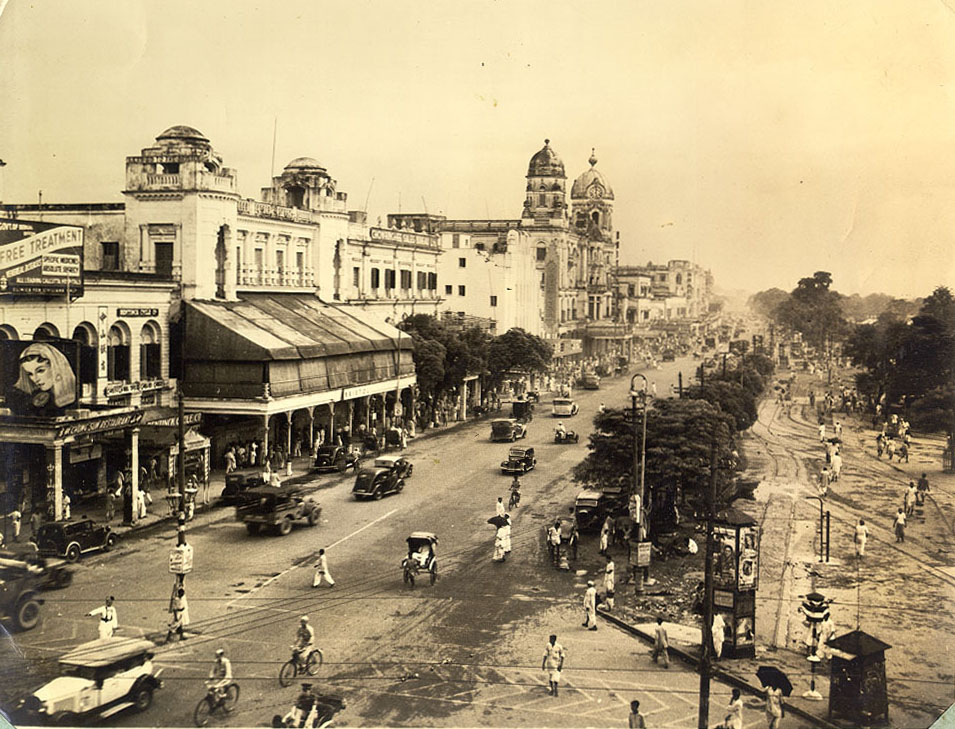
La principal avinguda de Calcuta, Chowringhee Avenue, el 1945

Va ser una important al comerç i l'exportació del jute, però el 1947, quan va tenir lloc la partició (línia divisòria entre musulmans i hinduistes) es va veure envaïda per onades d'emigrants procedents d'àrees on la lluita per la independència havia ocasionat gran violència, alhora que des de la mateixa Calcuta partien emigrants de confessió musulmana cap al recentment creat Pakistan oriental (avui independent amb el nom de Bangladesh). Per si no n'hi hagués prou, les terres en les quals es conreava el jute del qual es proveïa la indústria jutera de Calcuta van quedar a l'altre costat de la nova frontera. Tot això va provocar un període d'estancament econòmic.
En els anys 1960 i 1970, una sèrie de greus avaries al sector elèctric, seguits per vagues i per l'activitat d'una guerrilla d'ideologia maoista, els naxalites, va continuar generant inestabilitat econòmica a la ciutat.
El 1971 el conflicte entre l'Índia i Pakistan, la guerra indo-pakistanesa de 1971, que va provocar la creació de Bangladesh com a estat independent, va originar noves onades de refugiats, que -units als que havien ocasionat tres sequeres successives-, van obligar la gent del camp a emigrar a la ciutat. L'increment de la població consegüent a l'explosió demogràfica després de la guerra, ha convertit a Calcuta en un formiguer humà on les imatges d'amuntegament, decrepitud, malaltia i mort hi són tan habituals. Calcuta és la ciutat del món on hi ha un nombre més gran de població sense llar que viu al carrer i el major nombre de leprosos.
Tota aquesta situació explica que cap als anys 1980 Bombai passés a ser la ciutat més poblada de l'Índia, en detriment de Calcuta.
Des de 1977, la ciutat és governada pel Partit Comunista de l'Índia (Marxista).

## Geografia
Calcuta està ubicada a l'est de l'Índia, al delta del Ganges, a una altura d'entre 1,5 i 9 metres sobre el nivell del mar. S'estén a vores del riu Hugli en direcció nord-sud, a uns 154 km del golf de Bengala cap a l'interior del continent. La major part del terreny sobre el qual s'assenta la ciutat va ser originalment un gran aiguamoll, guanyat després de dècades d'assentament de la població a la ciutat. La zona humida restant, coneguda com a Aiguamolls occidentals de Calcuta (East Calcutta Wetlands) han sigut designats com a "zona humida d'importància internacional" pel Conveni de Ramsar el 19 d'agost de 2002.
Com en la majoria de les planes de l'Indo-Ganges, el tipus de terra predominant és el d'al·luvions. La ciutat s'assenta sobre terres quaternaris consistents en diverses capes de sediments d'argila, llot i grava. Aquests sediments es troben compresos entre dos llits d'argila, la inferior amb una profunditat d'entre els 250 i 650 metres, i la superior amb una grossor d'entre 10 i 40 metres. Segons el Bureau of Indian Standards, la població s'assenta sobre una zona sísmica de grau III en una escala d'I a V (segons la propensió de la zona a sofrir un terratrèmol), mentre que la zona és considerada d'un "molt alt risc de danys" per vent i ciclons segons el PNUD.

## Clima
El clima de Calcuta és de tipus tropical, humit i sec (segons la Classificació climàtica de Köppen). La temperatura mitjana anual és de 26,8 °C, amb unes temperatures mitjanes que oscil·len entre 19 °C i 30 °C. Els estius són càlids i humits. Durant la temporada seca (maig i juny) les temperatures màxims solen superar els 40 °C. L'hivern tèrmic sol durar només uns dos mesos, entre desembre i gener, amb temperatures mínimes estacionals de 12 °C. La temperatura màxima registrada és de 43,9 °C i la més baixa de 5 °C. Tot sovint, a començaments d'estiu, períodes de fortes pluges i tempestes assolen la ciutat i, per tant, s'alleugereix la calor. Aquestes tempestes són conegudes localment com a Kal baisakhi (কালবৈশাখী).
Les pluges del monsó sud-occidental assolen el Golf de Bengala i la ciutat entre juny i setembre, i subministren a la ciutat la major part de la precipitació anual de 1.582 mil·límetres. La precipitació més alta es dona durant les pluges del monsón durant l'agost (306 mil·límetres).
La ciutat rep unes 2.528 hores de sol a l'any, amb el màxim de llum solar durant el mes de març. La contaminació és una preocupació important a Calcula: el seu nivell és alt en comparació amb altres grans ciutats de l'Índia. Aquesta greu contaminació de l'aire a la ciutat ha causat un augment de les malalties respiratòries com el càncer de pulmó.
| Mes                                                 | Gen         | Feb         | Mar         | Abr         | Mai          | Jun          | Jul          | Ago          | Set          | Oct          | Nov         | Des         |
| --------------------------------------------------- | ----------- | ----------- | ----------- | ----------- | ------------ | ------------ | ------------ | ------------ | ------------ | ------------ | ----------- | ----------- |
| Mitjana temp. màx. °C (°F)                          | 26 (78)     | 29 (84)     | 33 (92)     | 36 (96)     | 36 (96)      | 34 (93)      | 33 (91)      | 33 (91)      | 33 (91)      | 32 (90)      | 30 (86)     | 27 (80)     |
| Mitjana temp. mín. °C (°F)                          | 13 (55)     | 16 (62)     | 21 (70)     | 25 (76)     | 26 (79)      | 26 (80)      | 26 (79)      | 26 (79)      | 26 (79)      | 24 (75)      | 19 (66)     | 14 (57)     |
| Mitjana de pluges en cm (inch)                      | 0,96 (0,38) | 1,56 (0,60) | 3,41 (1,34) | 3,68 (1,45) | 10,77 (4,24) | 21,10 (8,31) | 25,08 (9,87) | 24,67 (9,71) | 21,36 (8,41) | 12,00 (4,72) | 2,88 (1,13) | 0,45 (0,18) |
| Font: MSN.com Arxivat 2007-11-30 a Wayback Machine. |             |             |             |             |              |              |              |              |              |              |             |             |

## Demografia
| 9.194.000             | 11.021.900 | 13.114.700 |
| Font: Cens de l'Índia |            |            |

L'any 2001 Calculta tenia 4.580.544, a la vegada que l'aglomeració urbana tenia 13.216.546. El percentatge de dones és de 828 per cada 1000 homes, inferior a la mitjana nacional, a causa del fet que molts homes treballadors procedeixen de les zones rural, on hi deixen les seves famílies. La taxa d'alfabetització és del 80,86%, superior a la mitjana de tota l'Índia que és del 64,8%.
Els begalis constitueixen la majoria de la població de Calcuta, juntament amb altres grans minories de marwaris i biharis. La comunitat inclou a xinesos (tusan), tàmils, gujaratis, anglesos, armenis, tibetans i parsis. Els principals idiomes que es parlen a Calcuta són el bengalí, l'hindi, l'urdú, l'anglès, l'oriya i el bhojpuri.
Segons el cens de població de l'any 2001, el 77,68% de la població professa la religió hindú, el 20,27% són musulmans, el 0,88% cristians i el 0,75% professen el jainisme. Existeixen altres minories que constitueixen la resta de la població com els sikhs, budistes o zoroàstrics.
La taxa de delincuència de la ciutat va ser de 81,4 per 100.000 en contra de la taxa nacional de 168,8 el 2004. El barri de Sonagachi, compta amb més de 10.000 treballadors sexuals, sent un dels districtes rojos més grans d'Àsia.

## Cultura

### Patrimoni artístic

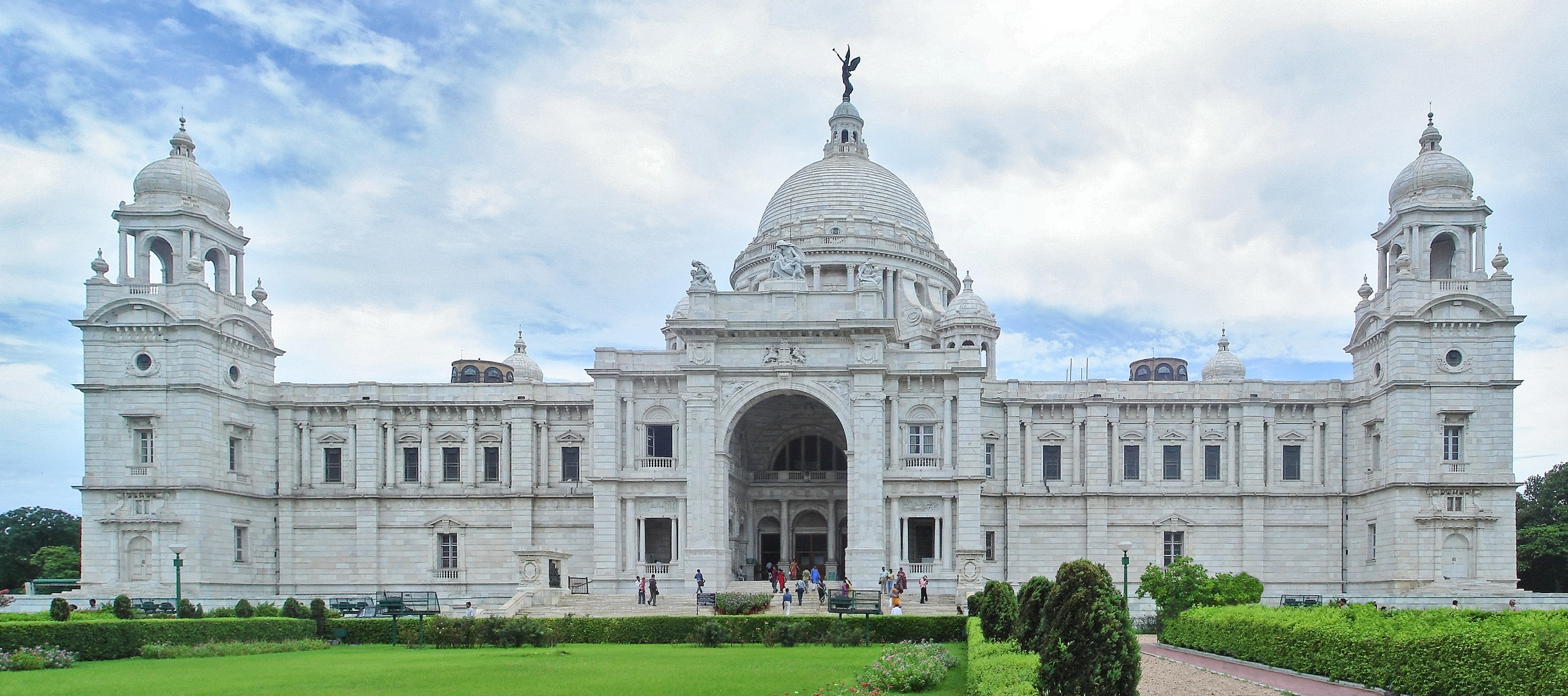
El Victoria Memorial en Calcuta.

A Calcuta hi ha el Kalighat (en la zona sud de la ciutat), un temple dedicat a la deessa patrona de la ciutat, Kali, de l'any 1809. També es denomina Kalighat al veïnat a on es troba aquest temple. En aquesta zona s'hi troba el districte vermell amb dones que venen de diferents parts de la ciutat o del país, i fins i tot de Bangladesh, a treballar en la prostitució.
Compta també amb Fort William, el fort que és l'origen de la mateixa ciutat, com arqueologia militar.
A Calcuta es troba igualment la Victoria Memorial, construït quan l'Índia era part de l'imperi Britànic, és un museu dedicat a la pintura i que està igualment consagrat a la conservació del seu patrimoni històric documental; hi ha olis de gran mida en la Galeria Reial que il·lustren episodis de la llarga i agitada vida de la Reina Victòria i el seu regnat. Va ser construït amb un revestiment en marbre blanc entre els anys 1840 i 1847.
La ciutat té també el Jardí botànic de Kolkata, emplaçat al sud de la ciutat, a la vora oest del riu Hugli, que compta amb un dels millors banians (Ficus benghalensis) del món.

### Esports

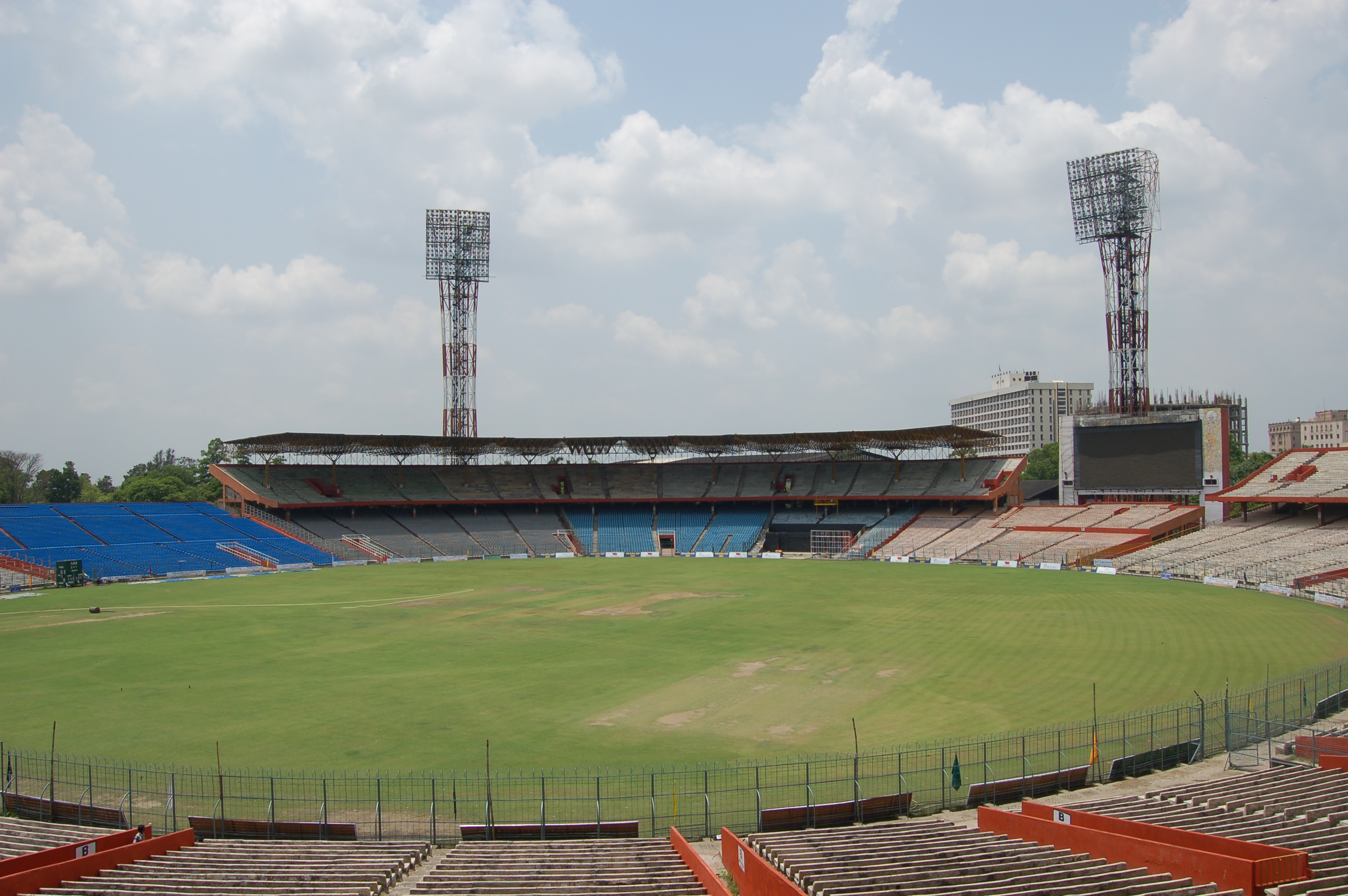
L'estadi Eden Gardens, un dels estadis de criquet més grans del món.

El futbol és l'esport més popular de Calcuta i és el principal centre d'aquest esport en tot el país. Els principals equips del país es troben en la ciutat i la seva federació local es va fundar el 1893, fins i tot abans que la federació de l'Índia, l'All India Football Federation. La federació local rep el nom de Indian Football Federation i controla aquest esport en tot l'estat de Bengala Occidental. Els principals clubs de la ciutat són el Mohan Bagan Athletic Club, el Mohammaden Sporting Club i l'East Bengal Club.
El criquet també és molt popular en la ciutat, igual que a tota la resta de l'Índia, i sol practicar-se tant en camps de joc com en els carrers. Els clubs locals solen organitzar regularment els seus propis campionats, principalment de criquet, futbol, bàdminton i carrom. En la zona de Maidan hi ha diferents equips menors de futbol i criquet, i altres institucions esportives.
Calcuta té moltes instal·lacions esportives, entre les quals destaquen els seus grans estadis. L'Eden Gardens és un dels únics dos estadis de criquet del món amb 100.000 seients. L'estadi multiusos Saltlake Stadium és el segon estadi de futbol del món quant a capacitat, i allà s'hi disputen els seus partits els tres equips principals de la ciutat. El Calcutta Cricket and Football Club és el segon club de criquet més antic del món, fundat el 1792.
La ciutat té tres camps de golf de 18 forats, el Royal Calcutta Golf Club (el primer club de golf del món fora del Regne Unit), el Tollygunge Club i Fort William. El Royal Calcutta Turf Club (RCTC) organitza carreres eqüestres de forma regular i partits de polo. El Calcutta Polo Club és considerat el club de polo més antic del món. El Calcutta South Club organitza diferents torneigs de tennis tant a nivell nacional com internacional. El Calcutta Rowing Club organitza competicions i entrenaments de rem.

## Economia
Calcuta és el principal centre de negocis comercials i financers de l'Índia Oriental i de l'Índia del nord-est. És la seu de la Calcutta Stock Exchange Association Limited, la segona borsa més important de l'Índia.
Calcuta és un centre industrial i un port fluvial molt important, les indústries tradicionals són les que es dediquen al treball del jute. Com en moltes altres ciutats de l'Índia, les tecnologies de la informació han esdevingut un important sector de creixement a Calcuta des de la dècada del 1990, amb un creixement anual d'un 70%, el doble de la mitjana nacional.

## Educació
Les escoles primàries i secundàries de la ciutat de Calculta estan dirigides o bé pel Govern de l'estat de Bengala Occidental, o bé per la iniciativa privada, sovint relacionada amb el món de la religió. La llengua vehicular de l'ensenyament en aquestes escoles sol ser o el bengalí o l'anglès, tot i que també s'utilitzen altres idiomes com l'urdú o l'hindi, en funció de les diverses llengües que es parlen a la ciutat.
Pel que fa a l'ensenyament universitari, Calcuta, fent gala de la seva condició de gran ciutat de l'Índia, compta amb un total de nou centres d'ensenyament universitari, entre els quals destaquen la Universitat de Tecnologia i de la Ciència de Bengala, o la Universitat de Jadavpur en estudis tècnics.

## Ciutadans cèlebres
- Teresa de Calcuta
- Satyendra Nath Bose, en honor seu es va batejar el bosó
- Ronald Ross, metge
- Norman Pritchard, primer esportista indi en anar a uns Jocs Olímpics[26]
- Rabindranath Tagore
- Chandrasekhara Raman, científic
- Satyajit Ray, director de cinema
- William Makepeace Thackeray, escriptor
- Julia Margaret Cameron, fotògrafa britànica nascuda a Calcuta